# Uniwersytet Stanu Kalifornia
Uniwersytet Stanu Kalifornia, Uniwersytet Stanowy Kalifornii (ang. California State University, potocznie Cal State, skrótowiec CSU) – amerykańska uczelnia wyższa z siedzibą główną w Long Beach w stanie Kalifornia, stanowiąca zespół, w skład którego wchodzą 23 kampusy.
Uniwersytet założono w 1857 jako Weekly Normal School w San Francisco. Pięć lat później jego nazwę zmieniono na California State Normal School, a w 1871 siedzibę przeniesiono do San Jose, gdzie utworzono San Jose State University. Pod koniec XIX wieku powstały kampusy w Chico (1887), San Diego (1897) i San Francisco (1899). W 1901 utworzono politechnikę w San Luis Obispo, w 1911 uniwersytet we Fresno, a w 1913 w Humboldt. Kolejne kampusy założono w Los Angeles (1947), Sacramento (1947), Long Beach (1949), Fullerton (1957), Hayward (1957), Stanislaus (1957), San Fernando Valley (1958), Sonomie (1960), San Bernardino (1960) i Carson (1960).
W 1961 kampusy weszły w skład California State Colleges. W 1972 utworzono zespół California State University and Colleges, do którego należało 19 jednostek. W 2015 liczba studentów zespołu Uniwersytetu Stanu Kalifornia wynosiła 474 571.

## Kampusy
- California State University, Bakersfield
- California State University Channel Islands
- California State University, Chico
- California State University, Dominguez Hills
- California State University, East Bay
- California State University, Fresno
- California State University, Fullerton
- California State Polytechnic University, Humboldt
- California State University, Long Beach
- California State University, Los Angeles
- California State University Maritime Academy
- California State University, Monterey Bay
- California State University, Northridge
- California State Polytechnic University, Pomona
- California State University, Sacramento
- California State University, San Bernardino
- San Diego State University
- San Francisco State University
- San Jose State University
- California Polytechnic State University, San Luis Obispo
- California State University San Marcos
- Sonoma State University
- California State University, Stanislaus

## Znani absolwenci
California State University, Long Beach: Steven Spielberg, Stan Winston, George Gervin, Evan Longoria, Jason Giambi, James Lafferty, Craig Hodges, Bryon Russell
California State University, Northridge: Paula Abdul, Eva Mendes, Alyson Hannigan, Teri Garr, Florence Griffith-Joyner
California State University, Los Angeles: Billie Jean King, Robert Vaughn, Robin Shou
California State University, Fullerton: Kevin Costner, Gwen Stefani, Bruce Bowen
California State University, Sacramento: Tom Hanks, Bridget Marquardt